# Мукі-Каксі
Му́кі-Каксі́ (рос. Муки-Какси) — село у складі Сюмсинського району Удмуртії, Росія.
Населення — 259 осіб (2010; 347 в 2002).
Національний склад (2002):
- росіяни — 52 %
- удмурти — 28 %

## Урбаноніми[3]
- вулиці — Колгоспна, Польова, Садова, Ставкова